# Arnulf Herbst
Arnulf Herbst (* 1943 in Frankfurt am Main) ist ein deutscher Kunsthistoriker.
Arnulf Herbst studierte Kunstgeschichte und Klassische Archäologie in Frankfurt, Basel und Wien, 1969 wurde er in Frankfurt promoviert. Danach war er im Amt für Wissenschaft und Kunst der Stadt Frankfurt tätig. Von 1983 bis 1987 war er Direktor des Museums Wiesbaden. Unter seiner Direktion gelang 1986 der Erwerb von 30 Kunstwerken aus dem Nachlass von Hanna Bekker vom Rath. Von 1987 bis 1997 war er Direktor des Museums für Kunsthandwerk in Frankfurt. Seit 2007 ist er Repräsentant des Auktionshauses Villa Grisebach in Frankfurt.

## Veröffentlichungen (Auswahl)
- Zur Ikonologie des barocken Kaisersaals. In: Bericht des historischen Vereins für die Pflege der Geschichte des ehemaligen Fürstentums Bamberg 106, 1970, S. 207–344 (Dissertation).